# Zizurkil
Zizurkil – gmina w Hiszpanii, w prowincji Guipúzcoa, w Kraju Basków, o powierzchni 15,61 km². W 2011 roku gmina liczyła 2910 mieszkańców.